# 801

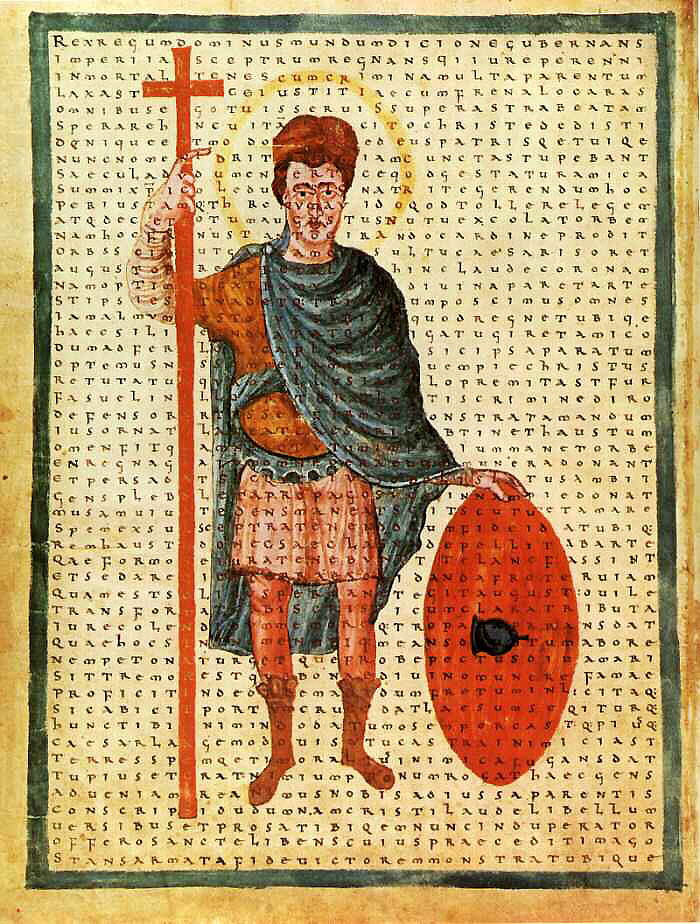
Koning Lodewijk I verovert Barcelona (801)

Het jaar 801 is het 1e jaar in de 9e eeuw volgens de christelijke jaartelling.

## Gebeurtenissen

### Europa
- Koning Lodewijk I, een zoon van Karel de Grote, verovert met een Frankisch expeditieleger gesteund door Willem met de Hoorn, graaf van Toulouse, het belegerde Barcelona. Bera wordt benoemd tot eerste graaf van Barcelona.
- De Spaanse Mark, een bufferzone tussen de provincie Septimanië en het Frankische Rijk, wordt uitgebreid met Pamplona en Navarra.

### Midden-Amerika
- Op het noordelijk halfrond van Amerika wordt voornamelijk mais verbouwd, wat daarmee de belangrijkste voedingsbron wordt. (waarschijnlijke datum)

## Religie
- 12 september - Eerste vermelding van Wiesloch (huidige Baden-Württemberg) in een schenkingsakte aan het klooster van Lorsch.
- Eerste vermelding van Grand-Axhe (huidige België) in een oorkonde.

## Geboren
- Al-Kindi, Arabisch filosoof en wetenschapper (waarschijnlijke datum)
- Ansgarius, Frankisch monnik en missionaris (overleden 865)
- 17 juni - Drogo, Frankisch aartsbisschop (overleden 855)